# MorphOS
MorphOS je operační systém kompatibilní s operačním systémem AmigaOS, který vyvíjí MorphOS Development Team. Používá tzv. Quark mikrojádro (to je navrženo pro provoz úplně virtualizovaných systémů), které není open source, nicméně některé knihovny a jiné části se jako open source vyvíjí – např. MorphOS grafické prostředí Ambient. K dispozici je MorphOS SDK, jeho aktuální verze je 3.18 (z 13. května 2023).
Mezi hlavní výhody operačního systému MorphOS patří:
- nízké nároky na operační paměť i procesor
- okamžitá odezva uživatelského prostředí
- mikrokernel jádro a modulární design systému (v paměti nejsou zbytečnosti)
- schopnost spustit PowerPC aplikace jak pro MorphOS tak i AmigaOS 4
- vestavěný JIT Motorola 68k emulátor pro spuštění aplikací AmigaOS z klasické Amigy
- blízká kompatibilita s UNIXy, snadné portování unixových/linuxových aplikací
- plně konfigurovatelné, skinovatelné a propracované grafické prostředí

MorphOS 1.x bylo možno stáhnout zdarma z internetu; byl dodáván spolu s Linuxem k PowerPC platformě Pegasos.
MorphOS 2.x postupně přidával podporu nových PowerPC počítačů – EFIKA 5200B (MorphOS 2.0), Mac Mini G4 (MorphOS 2.4), eMac G4 (MorphOS 2.5) a několik sérií Power Mac G4 (MorphOS 2.6).
MorphOS 3.0 vyšel 8. června 2012 – přinesl podporu nejnovějších modelů notebooků PowerBook G4. Tuto verzi lze stáhnout zdarma z internetu. Je plně funkční a to bez registračního klíče, ovšem po 30 minutách je potřeba systém restartovat – jde tedy o trialware, formu sharewaru.
Přesně po měsíci, 8. července 2012, vyšla malá aktualizace MorphOS 3.1, která přinesla pouze drobná vylepšení a opravy chyb.
MorphOS 3.2 z 27. května 2013 přidal podporu 64bitových Power Maců G5, dále iBooků G4 a dalších  modelů notebooků PowerBook G4.
Počátkem listopadu 2016 došlo k jistému snížení cen (licence pro iBooky G4, PowerMacy G5 a eMacy původně stála 111,11 EUR). Cena licenčního klíče se odvíjí podle počítačové řady, pro kterou je určen: 
- pro PowerBooky G4, iBooky G4, PowerMacy G5, eMacy, Macy Mini G4, Pegasosy I/II a PowerMacy G4 je za 79 €
- pro EfikaPPC a Sam460 stojí 49 €[4]

Aktualizace z MorphOS 2.x je zdarma.